# 曹凱
曹 凱（そう がい、1413年 - 没年不詳）は、明代の官僚。字は宗元。本貫は青州府益都県。

## 生涯
1445年（正統10年）、進士に及第した。1448年（正統13年）、刑科給事中に任じられた。1449年（正統14年）7月、英宗が北征を計画すると、曹凱は強く諫めたが、英宗は聞き入れなかった。8月、土木の変で英宗がオイラトに捕らえられると、曹凱は北京の宮城で痛哭し、王竑ら群臣とともに王振の仲間であった錦衣衛指揮同知の馬順を囲んで殴打し、死に至らしめた。
景泰年間、曹凱は刑科左給事中に進んだ。1453年（景泰4年）、給事中の林聡が何文淵と周旋を弾劾したが、景泰帝は二人を許した。曹凱が上殿して強く争ったため、二人は法吏に下された。このころ4000石以上の豆を輸送すると、指揮の官に補任される制度があったが、曹凱はこの制度による文官職の俸給との二重受給をやめさせるよう求めた。景泰帝は曹凱の意見を是として、すでに任官している者はもとのとおりとしたが、以後の授任者については曹凱の意見のとおりとした。
福建巡按の許仕達と侍郎の薛希璉がお互いを告発しあうと、曹凱は命を受けて調査に赴いた。推薦により、曹凱は浙江右参政に抜擢された。ときに諸衛の武職で軍役の代わりに月銭を弁納させていた者が4500人あまりに達していた。曹凱はこれを禁止するよう言上した。鎮守都督の李信が勝手に民衆を徴募して軍を編成し、軍用の食糧1万石あまりを消費すると、曹凱はこれを弾劾する上奏をおこなった。李信は許されたものの、李信を補佐して兵を徴募した者たちはみな処罰された。曹凱は浙江にあること数年、名声は顕著であった。
かつて曹凱が給事中だったとき、武清侯石亨をたびたび弾劾していた。天順初年、石亨が顕位に上ると、以前の恨みを晴らすため、曹凱を衛経歴に左遷させた。ほどなく曹凱は南康府知府に抜擢された。のちに贛州府知府に転じた。1468年（成化4年）、府学を景徳寺に移築した。曹凱の晩年は知られていない。